# Головний європейський вододіл

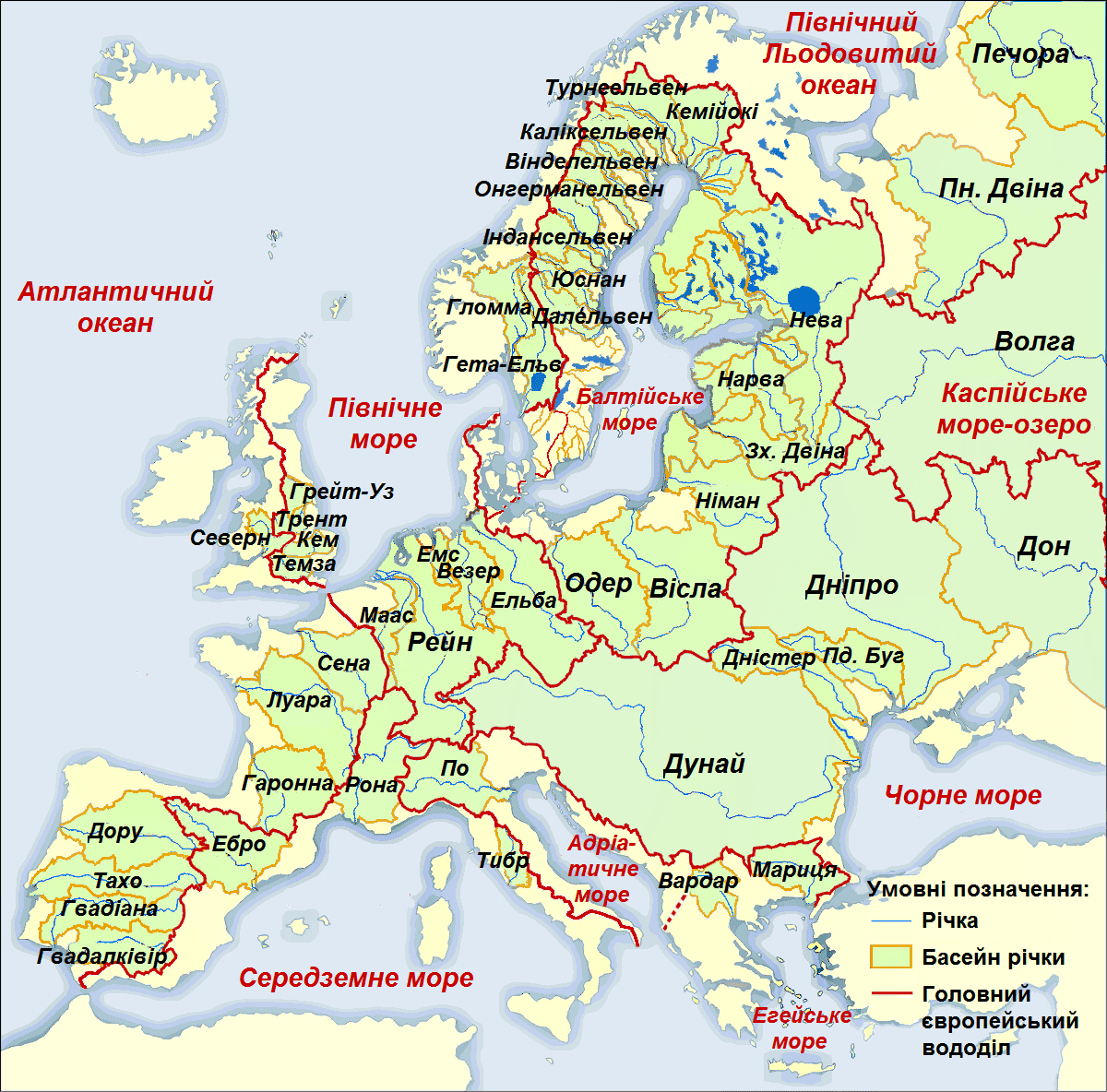
Головний європейський вододіл на карті Європи

Головни́й європе́йський вододі́л — лінія, що розділяє басейни європейських річок, одні з яких впадають до Атлантичного океану і морів північної Атлантики, інші — до Середземного моря і морів басейну Середземного моря (а також до Каспійського моря).
Головний європейський вододіл ділить Європейський континент по всій його довжині на дві частини — умовно північну і умовно південну. Починається вододіл на крайньому південному заході Європи, проходить через Іспанію, Францію, Швейцарію, Австрію (крайній захід), Німеччину, Чехію, Словаччину, Польщу (крайній південний схід), Україну, Білорусь і Росію (європейську частину). На сході Головний європейський вододіл закінчується в Уральських горах.

## Межі

### Атлантично-середеземноморський вододіл
Вододіл проходить через північ Іспанії на Піренейському півострові в напрямку Біскайської затоки вздовж сточища річок Гвадалквівір, Гвадіана, Тежу і Дору на заході до витоків річки Ебро в Країні Басків. Звідси прямує головним хребетом Піренеїв на схід до Андорри, де знову повертає на північ — на територію Франції, де проходить по межі сточища Гаронни (Крайня точка — Південний канал), Луари і Сени на заході і Рони на сході, обмежений хребтом Севенни.
По Бургундській брамі на південь від Вогез він відокремлює сточище Рони на південному заході від сточища Маасу і Рейну на північному сході. Далі прямує на південь до гір Юра і проходить між Женевським озером та озером Невшатель. Далі досягає Бернських Альп, де проходить уздовж Головного Альпійського пасма через перевал Сен-Готард. Гора Вітенвассеренсток є потрійним вододілом сточища Рони, Рейну і По, далі вододіл тягнеться на схід уздовж Граубюнденських Альп і досягає наступного потрійного стику сточищ Рейну, По і Дунаю на горі Піц Лунхін, що на захід від перевалу Малоя.

### Атлантично-чорноморський вододіл

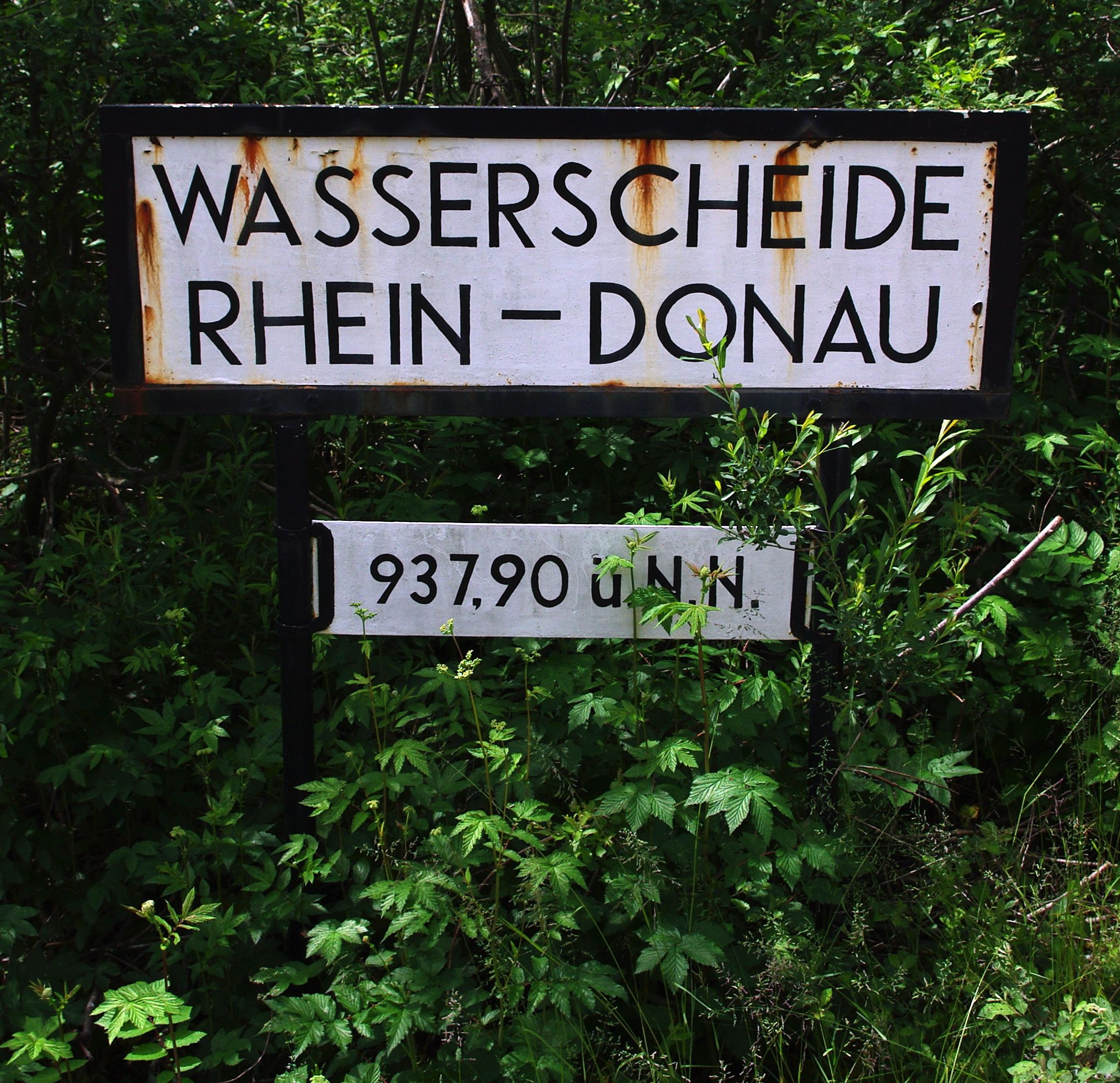
Інформаційна таблиця на вододілі Рейн — Дунай (Вайтнау, Німеччина)

Вододіл продовжується на північ уздовж Альбульских Альп, через Юлійський, Альбулійський і Флюельський перевали південніше Давосу. Далі на схід від Піз Буїн в Сильвретських Альпах уздовж масиву Арльберг і далі через пасмо Альгейських Альп. Залишає Високі Альпи на хребті Аделегг поблизу Кемптену.
Далі тягнеться передгір'ями Альп північніше Шуззену сточища Баденського озера до джерел Брег і Бригах у верхів'ях Дунаю в Шварцвальді. Звідси головними хребтами Швабської і Франконської Юри, перетинаючи канал Рейн-Майн-Дунай на північний схід від Фіхтель і на південний схід уздовж Шумави, і далі на північний схід уздовж Чесько-Моравської височини до гір Снєжник у Східних Судетах, що на кордоні з Польщею, де на піку Кралицький Снєжник розташований потрійний стик сточища Дунаю, Ельби/Північне море і Одеру/Балтійське море.
Далі вододіл продовжується у східному напрямку вздовж гір Високий Єсенік до Моравської брами по Бескидах і до трикутника, де сходяться кордони Польщі, Словаччини та України. Звідси вододіл прямує на північний схід: спершу поблизу польсько-українського кордону, далі — через місто Львів, Волинь і Білорусь. Далі проходить на схід/північний-схід уздовж Білоруського пасма і продовжується у Смоленській області Росії до потрійного стику (у Сичовському районі) Балтійського, Чорноморського і Каспійського сточищ.

## На території України

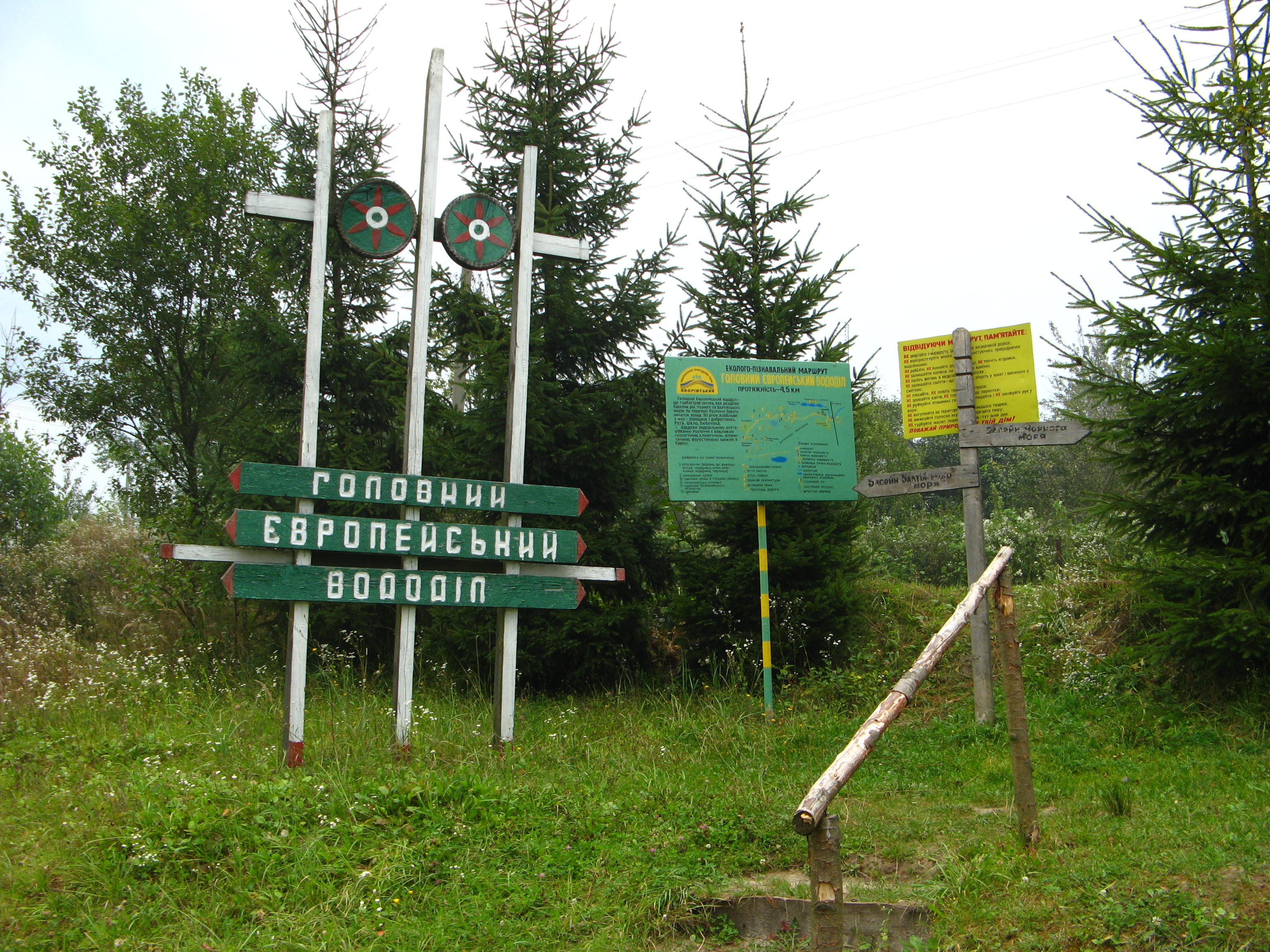
Місце, де проходить Головний європейський вододіл (Розточчя, Львівська область, 2009 р.)

Вододіл проходить двома областями на заході України — Львівською і Волинською (у Закарпатській області він проходить лінією державного кордону між Польщею та Україною). На територію Львівської області вододіл входить у районі Ужоцького перевалу, неподалік від верхів'їв Сяну. Далі тягнеться на північ західною частиною Самбірського району до верхів'їв Дністра, повертає на північний захід і знову входить на територію Польщі. Вододіл повторно входить на територію України в Самбірському районі між селами Мігово і Катина, поділяючи тут річки Стривігор (басейн Дністра) і Вирву (басейн Вісли). Проходить північною околицею м. Хирова і через гору Радич тягнеться на північ у напрямку Нового Міста. Далі повертає на схід — у напрямку міста Рудки. На південь і південний схід від Рудок вододіл обминає верхів'я річки Вишні, і йде на північний схід — до Городка. Минувши зі заходу Городок, тягнеться на північ аж до Розточчя, зокрема до верхів'їв річки Верещиці. Тут він повертає на південний схід — у напрямку Львова. В околицях Львова він стає дуже невиразним. У межах міста проходить через Левандівку (неподалік від Головного залізничного вокзалу), Кульпарків, Персенківку, Сихів. Далі тягнеться по високій лісистій частині Львівського плато у напрямку м. Бібрки. Не доходячи до Бібрки, повертає на схід і північний схід у напрямку м. Золочева. Тут він проходить залісненими вершинами Гологорів, відділяючи верхів'я приток Західного Бугу (Білка, Гологірка, Золочівка) від приток Дністра (Давидівка, Свірж, Гнила Липа). Вододіл проходить з півдня Золочева і тягнеться майже до межі Львівської і Тернопільської областей. Тут він огинає верхів'я Золочівки, а північніше — витоки Західного Бугу, повертає на північний захід і тягнеться через Вороняки. Далі проходить західніше селища Олесько (через с. Ожидів), розділяючи басейни Західного Бугу та Стиру (басейн Прип'яті, Дніпра). Згодом повертає на північ і, пройшовши через м. Радехів, перетинає межу Львівської та Волинської областей (на відрізку Ожидів — Радехів вододіл дуже невиразний, навіть у найвищих точках сягає лише 276 м над р. м.). У Волинській області він проходить через м. Горохів. Північніше Горохова повертає на захід і північний захід, проходить північними околицями м. Володимира і повертає на північ. Звідси тягнеться звивистою лінією вздовж західного краю Волинської області в напрямку м. Любомля і далі — до Шацьких озер (уздовж Західного Бугу та її правих приток). Далі вододіл проходить в районі селища Шацька, повертає на північний схід і перетинає українсько-білоруський кордон.

## Фотографії

Оновлений знак у місці, де проходить Головний європейський вододіл (с. Дубровиця на Львівщині, 2012 р.)
Інформаційна таблиця (с. Дубровиця)
Інформаційна таблиця на велосипедному маршруті (с. Дубровиця)
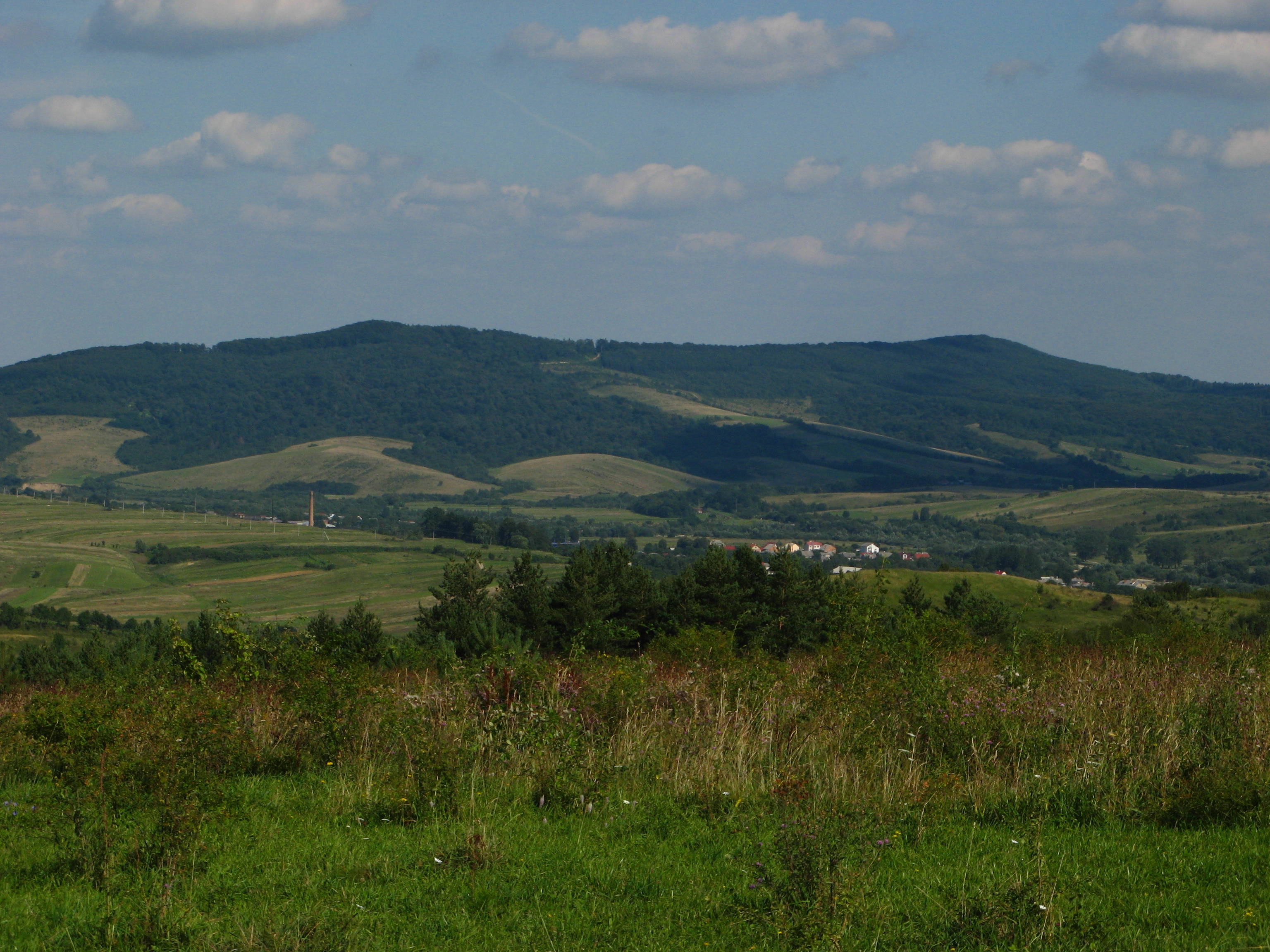
Гора Радич біля м. Добромиля. Правою вершиною гори проходить Головний європейський вододіл